# Улица Скапо
У́лица Ска́по (улица С. Скапо, лит. S. Skapo gatvė, пол. Skopówka; Ско́повка) — одна из древнейших улиц Вильнюса; в советское время носила имя композитора Юозаса Таллат-Кялпши (переулок Ю. Таллат-Кялпшос, J. Tallat-Kelpšos skg.); характерная живописная улочка Старого города — узкая, извилистая, полная игры цвета и архитектурных форм, света и тени.

## Общая характеристика
Извилистой линией с запада на восток соединяет площадь Даукантаса (в XIX веке Дворцовая площадь, затем площадь Муравьёва, в межвоенные годы площадь Наполеона, после Второй мировой войны площадь Кутузова) с улицей Пилес. С улицы Пилес на Скапо выводит арка, соединяющая дома под № 9 (Pilies g. 9) и 11 (Pilies g. 11); примерно с середины улицы открывается вид на дворец де Реусов (Шуазелей). Название объясняется фамилией владельца «посессии» — земельного участка и строений на нём, королевскому секретарю Станиславу Якову Скопу, который приобрёл его у францисканцев в начале XVI века.
Длина улицы около 170 м. Нумерация домов 1—9 начинается со стороны площади Даукантаса; по левой северной стороне улицы чётные номера, по правой — нечётные. По официальным сведениям, является самой узкой улице в городе: ширина в самом узком месте составляет 1,98 м.
На улице располагаются жилые дома, салон татуировок и некоторые другие заведения. Вдоль улицы по левую сторону пролегает южная граница ансамбля Вильнюсского университета.

### Дворец Лопацинских (Сулистровских)
По правую сторону стоит дворец Сулистровского (Skapo g. 4), известный также как дворец Лопацинских. Каменное здание стояло на этом месте уже в 1545 году. В конце XVIII века оно было перестроено в стиле классицизма по проекту Мартина Кнакфуса. Ось симметрии акцентируют имитирующие портик ионические полуколонны и треугольный фронтон, тимпан которого украшает картуш с гербом. Углы дворца подчёркнуты рустом. В начале XX века в этом здании была музыкальная школа, в которой учился скрипач-вундеркинд Яша Хейфец. В советское время здесь находилось Вильнюсское высшее музыкальное училище им. Ю. Таллат-Кялпши. Ныне здесь размещается секретариат Конференции епископов Литвы.
На улице Скапо, в несуществующем кафе в десятом номере, происходят события сюжета рассказа Макса Фрая «Улица Скапо (Skapo g.). Полный перечень примет и чудес улицы Скапо» из второго тома «Сказок старого Вильнюса»